# Gary Robertson
Gary David Robertson (ur. 12 kwietnia 1950 w Oamaru) – nowozelandzki wioślarz, złoty medalista olimpijski i brązowy medalista mistrzostw świata.

## Kariera
Wystąpił na igrzyskach olimpijskich w Monachium w 1972, gdzie osada Nowej Zelandii w składzie: Tony Hurt, Wybo Veldman, Dick Joyce, John Hunter, Lew Wilson, Joe Earl, Trevor Coker, Gary Robertson i Simon Dickie (sternik) zdobyła złoty medal. W finale wyprzedzili osadę USA o 2,67 sekundy i osadę NRD o 2,73 sekundy. Był to pierwszy w historii złoty medal dla Nowej Zelandii w tej konkurencji oraz pierwszy złoty medal wywalczony przez reprezentację z półkuli południowej. Był to też jego jedyny start olimpijski.
W ósemkach zdobył również brązowy medal na mistrzostwach świata w St. Catherines (1970) oraz złoty na mistrzostwach Europy w Kopenhadze (1971).
Nigdy nie zdobył tytułu mistrza kraju. Później został trenerem.